# Молодіжна збірна Швейцарії з футболу
Молодіжна збірна Швейцарії з футболу (нім. Schweizer Fussballnationalmannschaft (U-21-Männer)) представляє Швейцарію на чемпіонатах Європи до 21 року. Тричі виходила до фінальної стадії чемпіонатів Європи, найвище досягнення — фінал 2011 року. Як срібний призер чемпіонату Європи 2011 отримала право виступити на Олімпіаді в Лондоні 2012 року. Команда року Швейцарії (2011).

## Чемпіонати Європи
- 1972 (U-23): Не пройшла кваліфікацію
- 1974 (U-23): Відмовилась від участі
- 1976 (U-23): Відмовилась від участі
- 1978: Не пройшла кваліфікацію
- 1980: Не пройшла кваліфікацію
- 1982: Не пройшла кваліфікацію
- 1984: Не пройшла кваліфікацію
- 1986: Не пройшла кваліфікацію
- 1988: Не пройшла кваліфікацію
- 1990: Не пройшла кваліфікацію
- 1992: Не пройшла кваліфікацію
- 1994: Не пройшла кваліфікацію
- 1996: Не пройшла кваліфікацію
- 1998: Не пройшла кваліфікацію
- 2000: Не пройшла кваліфікацію
- 2002: Півфінал
- 2004: Не вийшла з групи
- 2006: Не пройшла кваліфікацію
- 2007: Не пройшла кваліфікацію
- 2009: Не пройшла кваліфікацію
- 2011: Фінал
- 2013: Плей-оф кваліфікації
- 2015: Не пройшла кваліфікацію
- 2017: Не пройшла кваліфікацію
- 2019: Не пройшла кваліфікацію
- 2021: Груповий етап
- 2023: чвертьфінал
- 2025: Не пройшла кваліфікацію

## Досягнення
- Молодіжний чемпіонат Європи:
  -  Віце-чемпіон (1): 2011